# Ragga jungle
Ragga jungle is een muziekgenre dat rond 1989/1990 in Londen opkwam. Pioniers waren Rebel MC, Lennie De Ice en Ragga Twins.
Deze stijl bouwde verder op de bad boy-  of rude boy-subcultuur in het Verenigd Koninkrijk. Ragga Jungle zakte weg in de vergetelheid omdat bekende dj's de muziek niet draaiden op radiostations.